# 里卡尔多·卡拉佩莱塞
里卡尔多·卡拉佩莱塞（義大利語：Riccardo Carapellese，1922年7月1日—1995年10月20日），意大利前男子足球运动员，场上位置是前锋。他曾代表意大利国家队参加1950年国际足联世界杯，结果获得第七名。